# Filip Kliszczyk

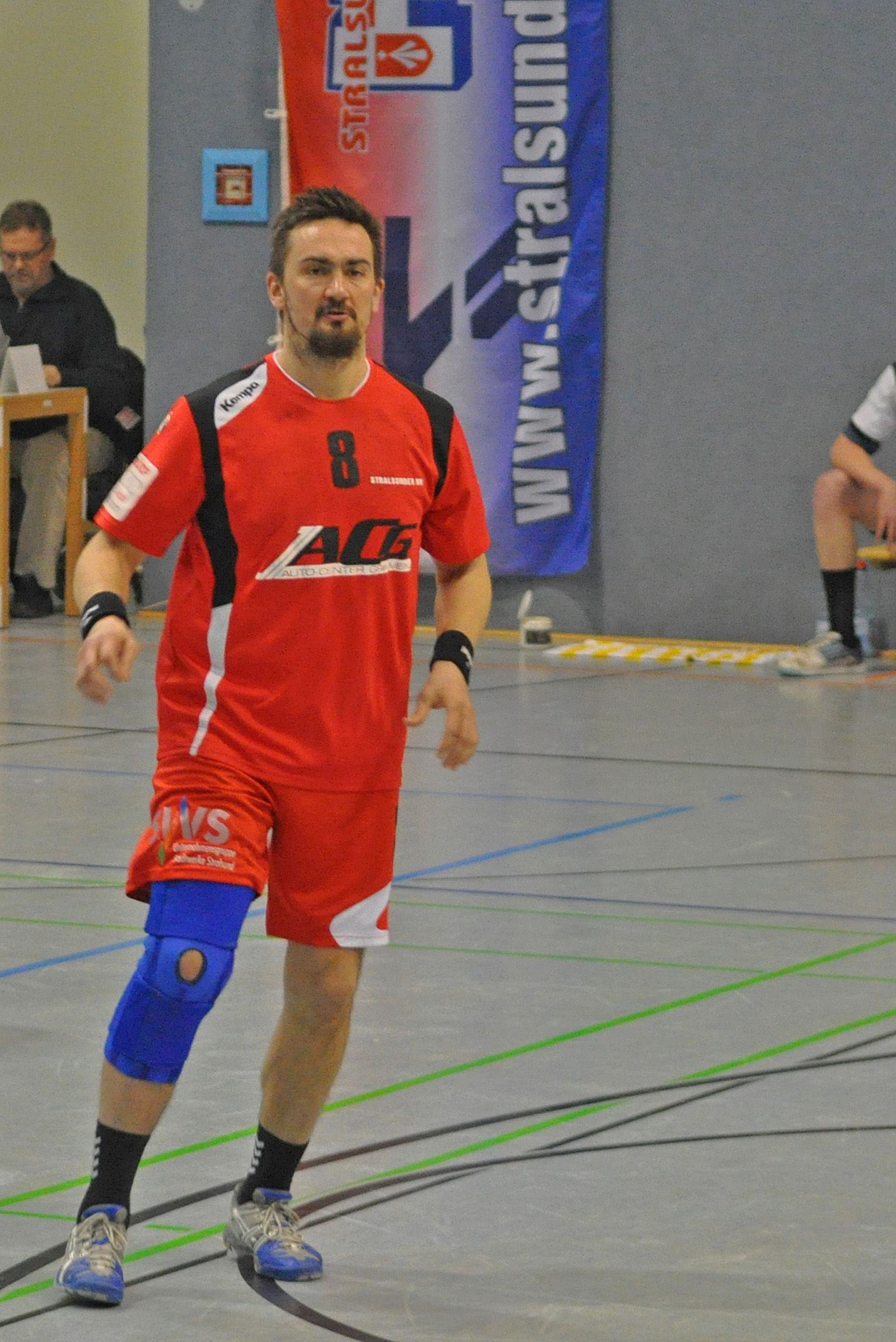
Filip Kliszszyk (2013)

Filip Kliszczyk (* 5. Mai 1977 in Tarnów) ist ein polnischer Handballspieler. Er wird überwiegend auf der Position linker Rückraum eingesetzt.
In der Jugend spielte er in Tarnów, erst bei Pałac Młodzieży Tarnów, dann bis 1996 bei Unia Tarnów. Anschließend wechselte er zu Śląsk Wrocław, wo er bis 2001 spielte und dabei die polnische Meisterschaft gewann und international in der Champions League, dem EHF Cup und dem Challenge Cup spielte. Von 2001 bis 2005 war er für den Verein KS Kielce aktiv, mit dem er erneut die Meisterschaft und den polnischen Pokal gewann. Er wechselte im Jahr 2005 in die Schweiz zu Grasshopper Club Zürich und von dort im Jahr 2007 nach Island zu Fram Reykjavík. Zur Saison 2008/2009 wechselte er zurück nach Polen zu AZS-AWF Gorzów Wielkopolski, wo er bis 2011 aktiv war. Anschließend spielte er bei Gaz-System Pogoń Szczecin. Im Januar 2013 wechselte er nach Deutschland zum in der 3. Liga spielenden Stralsunder HV. Nach der Spielzeit 2012/2013 verließ er den Verein wieder und kehrte zurück zu Gaz-System Pogoń Szczecin.
Der 1,90 m große und 95 kg schwere Filip Kliszczyk war auch für die polnische Männer-Handballnationalmannschaft eingesetzt.